# Speicherkammer
Eine Speicherkammer ist ein Bauteil eines Regenbeckens, also eines Regenüberlaufbeckens, Regenklärbeckens oder Regenrückhaltebeckens, zur Speicherung von Misch- oder Regenwasser.
Dieser Bauteil stellt das nutzbare Speichervolumen (Nutzvolumen) bereit, für das das Bauwerk ausgelegt wurde. Es wird über ein Einlaufbauwerk beschickt, wenn es ständig durchflossen wird (Hauptschluss), oder über ein Trennbauwerk, wenn der Abwasserstrom an der Speicherkammer vorbei geleitet wird (Nebenschluss) und nur bei stärkeren Regen in das Becken gelangt.
Über ein Ablaufbauwerk wird das Abwasser dann in kleinen Mengen zur Kläranlage weiter geleitet. Bei günstigen Höhenverhältnissen wird ein Drosselorgan zur Reduzierung des Abflusses eingesetzt. Wenn ein freies Gefälle nicht zur Verfügung steht, übernimmt eine Abwasserpumpe sowohl die Drosselung als auch die Förderung.